# Ossipee River
Der Ossipee River ist ein rechter Nebenfluss des Saco River in den US-Bundesstaaten New Hampshire und Maine.
Der Ossipee River bildet den Abfluss des 13 km² großen Ossipee Lake im Carroll County im Osten von New Hampshire. Er durchfließt anfangs die kleinen Seen Broad Bay, Leavitt Bay und Berry Bay.
Der Ossipee River fließt über eine Gesamtstrecke von 29 km in östlicher Richtung südlich von Freedom nach Maine, an den Orten Porter und Cornish vorbei und mündet schließlich in den Saco River. Die New Hampshire Route 25 und in Maine die Maine State Route 25 folgen dem Flusslauf. Bei Kezar Falls, einem village in der Town of Porter, befinden sich zwei Wehre am Flusslauf. Am unteren befindet sich ein Wasserkraftwerk mit einer Leistung von 1 MW.
Der Fluss entwässert ein Areal von 1157 km². Wichtige Zuflüsse des Ossipee Lake sind Bearcamp River und Pine River.

## Freizeit
Vom Ossipee Lake bis Kezar Falls führt eine 16 km lange Wildwasserstrecke vom Schwierigkeitsgrad I–II.